# Racing Club Amazonense
Racing Club Amazonense foi uma agremiação social e esportiva da cidade de Manaus, Amazonas.

## História
Fundado em 13 de maio de 1906, o Racing foi o primeiro clube de futebol do Amazonas. O clube foi fundado em Manaus pelo maranhense José Conduru Pacheco que conheceu o futebol em uma viagem que fizera a Belém. Sua sede ficava na Rua Saldanha Marinho, nº62, e mandava seus jogos na praça Floriano Peixoto, no bairro da Cachoeirinha.
Desde os primeiros anos do século XX que o futebol já era praticado em Manaus por membros da colônia inglesa, mas ainda não existia na cidade um clube constituído para sua prática. Coube então ao jovem maranhense, junto com amigos, tomar essa iniciativa e inaugurar sua pioneira agremiação.
As cores do Racing eram o preto e branco e seus principais adversários nos anos de futebol foram as equipes do Sport Manáos, Brasil e Manaos Athletic. Foi extinto no início de 1912, porém já tinha ajudado a divulgar e impulsionar o futebol entre os amazonenses.

## Campo da Praça Floriano Peixoto
O primeiro registro de um jogo oficial entre dois clubes distintos na referida praça, foi no dia 16 de junho de 1907, no encontro entre o Racing e o Sport Football Manáos. Já o primeiro resultado conhecido do lugar, foi o jogo entre o Racing e o Sport Club de Manáos, que terminou empatado em 2 a 2, no dia 22 de setembro de 1907. De tanto treinarem e jogarem no local, os sócios do Racing chegaram a conclusão que ali era o lugar ideal para ser seu campo oficial. A diretoria do clube pede uma autorização á prefeitura e tem parecer favorável.
Para comemorar a aquisição de sua nova casa esportiva, a diretoria alvinegra realiza, no dia 22 de agosto de 1909, uma festa na praça com a realização de várias modalidades esportivas. O evento teve a participação de cerca de 2 mil pessoas. Começaram a ter importantes partidas entre o Racing e o   Brasil, Manaos Athletic, e outros.
Foi na praça que desfilaram os primeiros craques do futebol manauara como Alberto Ballalai, Deodoro Freire, Pingarilho, Loureiro, Américo, Pudico, Gordon Huascar Purcell, Cícero Costa, Craveiro e outros. A Praça Floriano Peixoto e o Bosque Municipal eram os principais campos de futebol do Amazonas daquele período.